# Adams House

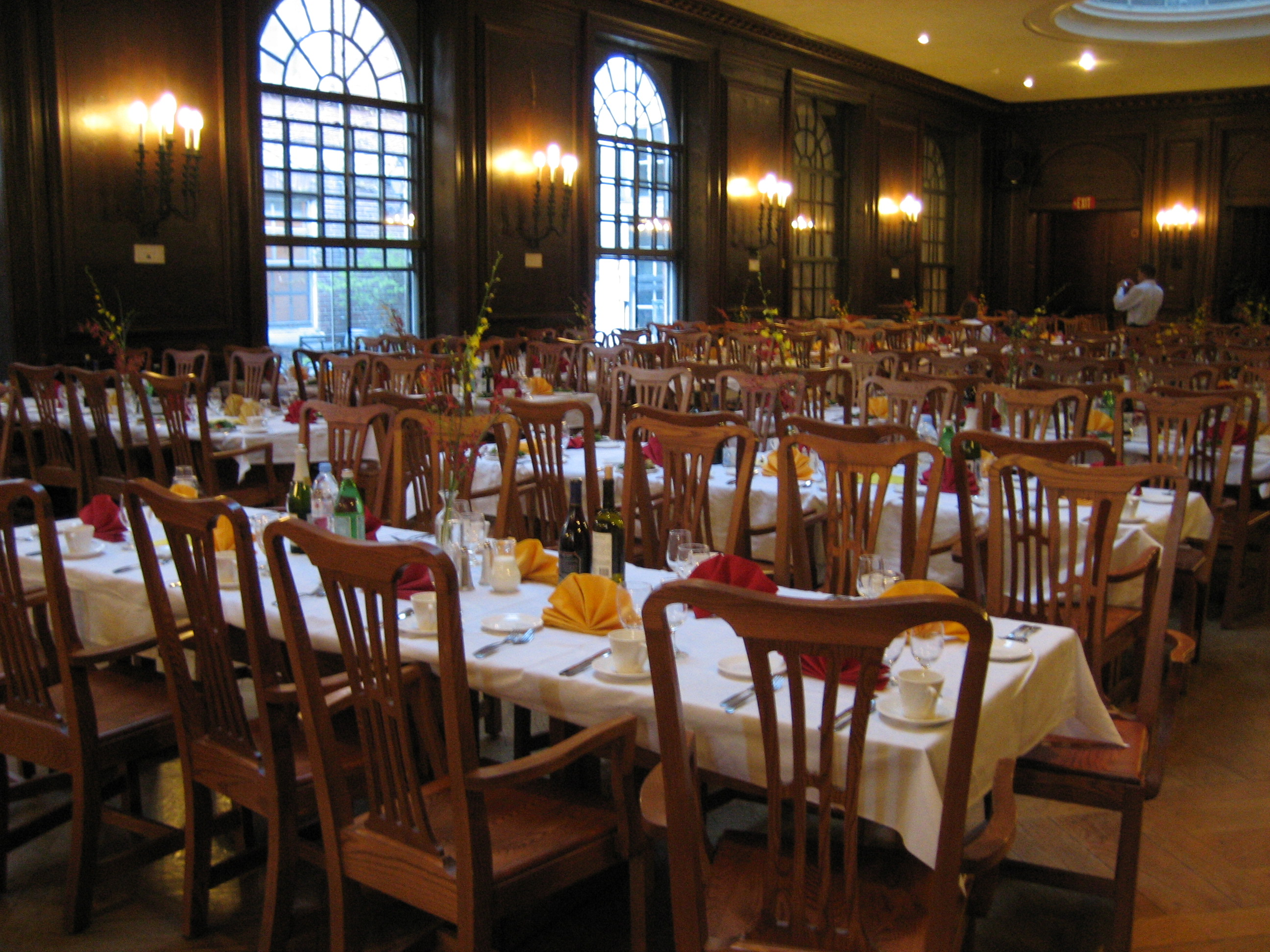
La sala da pranzo della Adams House

La Adams House è una delle 12 residenze per studenti "undergraduate" presenti ad Harvard, si trova tra il fiume Charles e Harvard Square a Cambridge, Massachusetts. Prende il nome dalla famiglia Adams, di cui fanno parte John Adams e John Quincy Adams rispettivamente secondo e sesto presidente degli Stati Uniti d'America. È considerata una delle residenze più significative dal punto di vista storico essendo stata edificata nel 1932. 
La Adams House ha un giornale studentesco chiamato Gold Coaster.

## Inquilini Celebri
- Andy Borowitz
- John Brademas
- Amy Brenneman
- John Burgoyne
- William Burroughs
- E.J. Dionne
- Martin Feldstein
- Robert Frost
- Buckminster Fuller
- Lauren Greenfield
- Andre Gregory
- Fred Gwynne
- Seamus Heaney
- William Randolph Hearst, Jr.
- Douglas Kenney
- Alan Keyes
- Henry Kissinger
- Bernard Law
- Jack Lemmon
- Donal Logue
- Terrence Malick
- William P. Perry
- John Reed
- Alison Rogers
- Franklin D. Roosevelt
- Arthur Schlesinger, Jr.
- Charles Schumer
- Peter Sellars
- Courtney B. Vance
- Michael Weishan
- William Weld